# Trädgårdsmålla

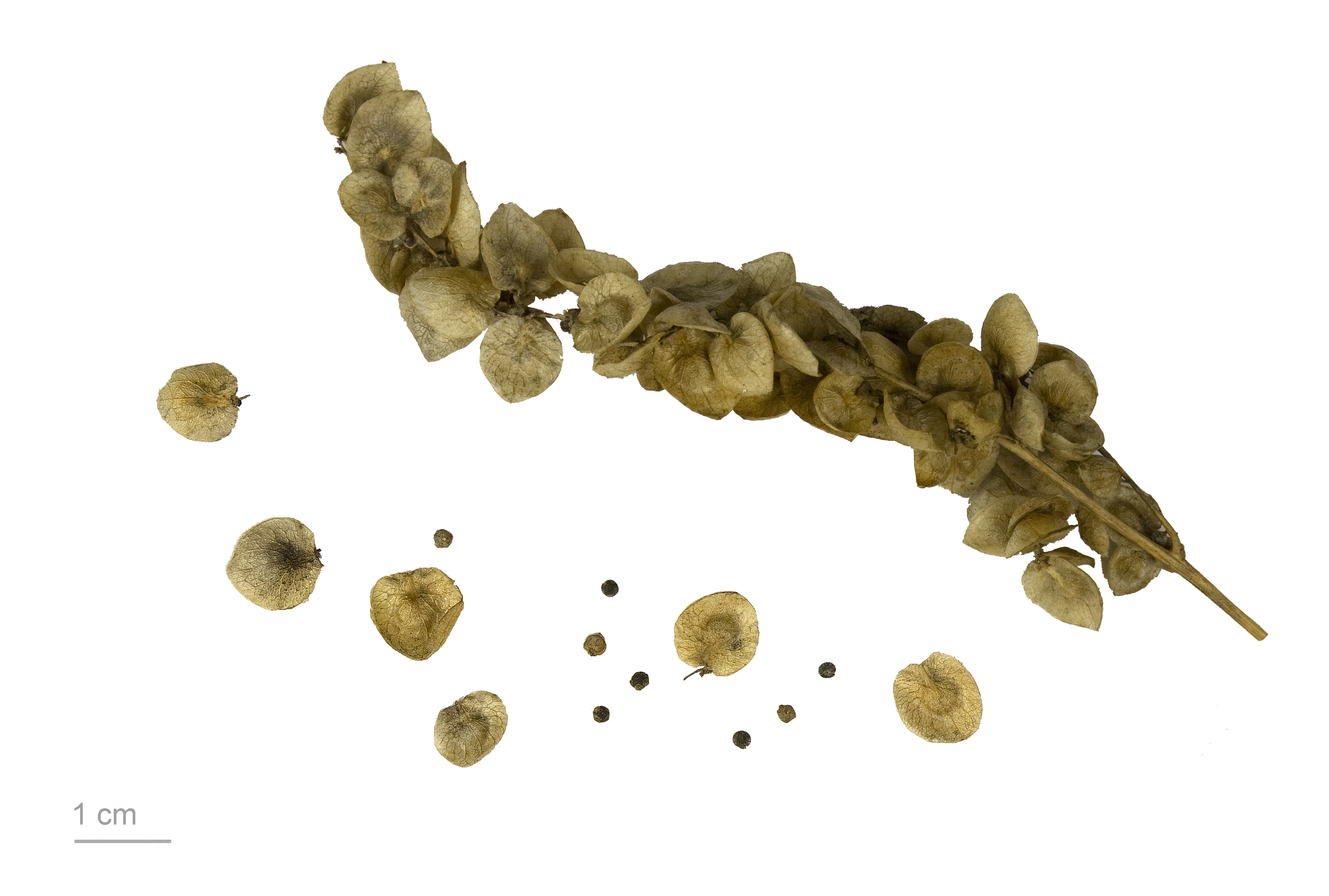
Atriplex hortensis

Trädgårdsmålla eller mållspenat, Atriplex hortensis, är en storväxt ettårig ört, ofta rödaktig. Den har en upprätt stjälk som kan bli meterhög. Bladen är gröna eller purpurröda.
Trädgårdsmållan särskiljs från andra arter i strandmållesläktet genom sina rundat trekantiga blad och de runda fruktskärmarna. Den är lik glansmålla (Atriplex sagittata), som dock har spetsigt trekantiga blad som är glansiga på ovansidan men drar åt vitt på undersidan.

## Användning
Trädgårdsmålla har en salt, spenataktig smak. Bladen används tillagade eller i sallader. Mållan odlades i Medelhavsområdet från äldre tid till dess att spenaten blev en mer uppskattad bladgrönsak. Den odlas ofta som ett alternativ till spenat i varmare områden eftersom den tål hetta bättre. De gröna bladen har tidigare använts för att färga pasta i Italien. Ett annat vanligt användningsområde är för att balansera den syrliga smaken hos ängssyra.

### Fotnoter
1. 1 2  ”Trädgårdsmålla”. Den virtuella floran. http://linnaeus.nrm.se/flora/di/chenopodia/atrip/atrihor.html. Läst 16 april 2014.
2. ↑  Davidson, Alan (1999) Orach. I:  Oxford Companion to Food: 556. ISBN 0-19-211579-0